# Wykształcenie gimnazjalne
Wykształcenie gimnazjalne – wykształcenie, które uzyskuje się po ukończeniu gimnazjum.
Osoba, która ukończyła gimnazjum i zdała egzamin gimnazjalny może podjąć naukę w szkole ponadgimnazjalnej, po której uzyska wykształcenie zasadnicze branżowe lub wykształcenie średnie.